# Skilanglauf-Australia/New-Zealand-Cup 2012
Der Skilanglauf-Australia/New-Zealand-Cup 2012 war eine von der FIS organisierte Wettkampfserie, die zum Unterbau des Skilanglauf-Weltcups 2012/13 gehört. Sie begann am 28. Juli 2012 im australischen Perisher Valley und endete am 25. August 2012 mit dem Kangaroo Hoppet.  Die Gesamtwertung bei den Männern gewann Callum Watson. Bei den Frauen wurde Esther Bottomley in der Gesamtwertung Erste. Sie siegte bei drei von acht Rennen.

## Männer

### Resultate
| 1. Australia/New-Zealand-Cup in Perisher Valley, 28. und 29. Juli 2012 | 1. Australia/New-Zealand-Cup in Perisher Valley, 28. und 29. Juli 2012 | 1. Australia/New-Zealand-Cup in Perisher Valley, 28. und 29. Juli 2012 | 1. Australia/New-Zealand-Cup in Perisher Valley, 28. und 29. Juli 2012 | 1. Australia/New-Zealand-Cup in Perisher Valley, 28. und 29. Juli 2012 |
| ---------------------------------------------------------------------- | ---------------------------------------------------------------------- | ---------------------------------------------------------------------- | ---------------------------------------------------------------------- | ---------------------------------------------------------------------- |
| Datum                                                                  | Disziplin                                                              | Erster Platz                                                           | Zweiter Platz                                                          | Dritter Platz                                                          |
| 28. Juli 2012                                                          | Sprint Freistil                                                        | Alex Almoukov                                                          | Phillip Bellingham                                                     | Callum Watson                                                          |
| 29. Juli 2012                                                          | 10 km klassisch                                                        | Callum Watson                                                          | Phillip Bellingham                                                     | Alex Almoukov                                                          |

| 2. Australia/New-Zealand-Cup in Snow Farm, 9. bis 12. August 2012 | 2. Australia/New-Zealand-Cup in Snow Farm, 9. bis 12. August 2012 | 2. Australia/New-Zealand-Cup in Snow Farm, 9. bis 12. August 2012 | 2. Australia/New-Zealand-Cup in Snow Farm, 9. bis 12. August 2012 | 2. Australia/New-Zealand-Cup in Snow Farm, 9. bis 12. August 2012 |
| ----------------------------------------------------------------- | ----------------------------------------------------------------- | ----------------------------------------------------------------- | ----------------------------------------------------------------- | ----------------------------------------------------------------- |
| Datum                                                             | Disziplin                                                         | Erster Platz                                                      | Zweiter Platz                                                     | Dritter Platz                                                     |
| 9. August 2012                                                    | 15 km klassisch Mst.                                              | Maciej Kreczmer                                                   | Nobu Naruse                                                       | Masaya Kimura                                                     |
| 11. August 2012                                                   | Sprint Freistil                                                   | Alexei Petuchow                                                   | Nikita Krjukow                                                    | Alexander Panschinski                                             |
| 12. August 2012                                                   | 10 km Freistil                                                    | Maciej Kreczmer                                                   | Nobu Naruse                                                       | Masaya Kimura                                                     |

| 3. Australia/New-Zealand-Cup und Kangaroo Hoppet in Falls Creek, 18., 19. und 25. August 2012 | 3. Australia/New-Zealand-Cup und Kangaroo Hoppet in Falls Creek, 18., 19. und 25. August 2012 | 3. Australia/New-Zealand-Cup und Kangaroo Hoppet in Falls Creek, 18., 19. und 25. August 2012 | 3. Australia/New-Zealand-Cup und Kangaroo Hoppet in Falls Creek, 18., 19. und 25. August 2012 | 3. Australia/New-Zealand-Cup und Kangaroo Hoppet in Falls Creek, 18., 19. und 25. August 2012 |
| --------------------------------------------------------------------------------------------- | --------------------------------------------------------------------------------------------- | --------------------------------------------------------------------------------------------- | --------------------------------------------------------------------------------------------- | --------------------------------------------------------------------------------------------- |
| Datum                                                                                         | Disziplin                                                                                     | Erster Platz                                                                                  | Zweiter Platz                                                                                 | Dritter Platz                                                                                 |
| 18. August 2012                                                                               | Sprint klassisch                                                                              | Alexander Legkow                                                                              | Ilja Tschernoussow                                                                            | Iwan Alypow                                                                                   |
| 19. August 2012                                                                               | 15 km Freistil                                                                                | Alexander Legkow                                                                              | Ilja Tschernoussow                                                                            | Alexei Tschernoussow                                                                          |
| 25. August 2012                                                                               | 42 km Freistil Mst.                                                                           | Alexander Legkow                                                                              | Ilja Tschernoussow                                                                            | Iwan Alypow                                                                                   |

### Gesamtwertung Männer
| Rang | Name               | Punkte |
| ---- | ------------------ | ------ |
| 1    | Callum Watson      | 369    |
| 2    | Alexander Legkow   | 300    |
| 3    | Alex Almoukov      | 279    |
| 4    | Maciej Kreczmer    | 245    |
| 5    | Phillip Bellingham | 244    |
| 6    | Ilja Tschernoussow | 240    |
| 7    | Brian McKeever     | 192    |

| Rang | Name                 | Punkte |
| ---- | -------------------- | ------ |
| 8    | Mark van der Ploeg   | 191    |
| 9    | Iwan Alypow          | 165    |
| 10.  | Alexei Tschernoussow | 142    |
| 10.  | Masaya Kimura        | 142    |
| 12.  | Alasdair Tutt        | 137    |
| 13.  | Andrey Smolianin     | 113    |
| 14.  | Mark Pollock         | 110    |

| Rang | Name            | Punkte |
| ---- | --------------- | ------ |
| 15.  | Hamish Roberts  | 107    |
| 16.  | Ewan Watson     | 103    |
| 17.  | Kaichi Naruse   | 100    |
| 17.  | Alexei Petuchow | 100    |
| 19.  | Jackson Bursill | 96     |
| 20.  | Junichi Igawa   | 92     |

## Frauen

### Resultate
| 1. Australia/New-Zealand-Cup in Perisher Valley, 28. und 29. Juli 2012 | 1. Australia/New-Zealand-Cup in Perisher Valley, 28. und 29. Juli 2012 | 1. Australia/New-Zealand-Cup in Perisher Valley, 28. und 29. Juli 2012 | 1. Australia/New-Zealand-Cup in Perisher Valley, 28. und 29. Juli 2012 | 1. Australia/New-Zealand-Cup in Perisher Valley, 28. und 29. Juli 2012 |
| ---------------------------------------------------------------------- | ---------------------------------------------------------------------- | ---------------------------------------------------------------------- | ---------------------------------------------------------------------- | ---------------------------------------------------------------------- |
| Datum                                                                  | Disziplin                                                              | Erster Platz                                                           | Zweiter Platz                                                          | Dritter Platz                                                          |
| 28. Juli 2012                                                          | Sprint Freistil                                                        | Esther Bottomley                                                       | Lucy Glanville                                                         | Anna Trnka                                                             |
| 29. Juli 2012                                                          | 5 km klassisch                                                         | Esther Bottomley                                                       | Lucy Glanville                                                         | Aimee Watson                                                           |

| 2. Australia/New-Zealand-Cup in Snow Farm, 9. bis 12. August 2012 | 2. Australia/New-Zealand-Cup in Snow Farm, 9. bis 12. August 2012 | 2. Australia/New-Zealand-Cup in Snow Farm, 9. bis 12. August 2012 | 2. Australia/New-Zealand-Cup in Snow Farm, 9. bis 12. August 2012 | 2. Australia/New-Zealand-Cup in Snow Farm, 9. bis 12. August 2012 |
| ----------------------------------------------------------------- | ----------------------------------------------------------------- | ----------------------------------------------------------------- | ----------------------------------------------------------------- | ----------------------------------------------------------------- |
| Datum                                                             | Disziplin                                                         | Erster Platz                                                      | Zweiter Platz                                                     | Dritter Platz                                                     |
| 9. August 2012                                                    | 10 km klassisch Mst.                                              | Justyna Kowalczyk                                                 | Sumiko Ishigaki                                                   | Naoko Omori                                                       |
| 11. August 2012                                                   | Sprint Freistil                                                   | Justyna Kowalczyk                                                 | Naoko Omori                                                       | Sumiko Ishigaki                                                   |
| 12. August 2012                                                   | 5 km Freistil                                                     | Justyna Kowalczyk                                                 | Julija Tichonowa                                                  | Anastasiya Kuzmina                                                |

| 3. Australia/New-Zealand-Cup und Kangaroo Hoppet in Falls Creek, 18., 19. und 25. August 2012 | 3. Australia/New-Zealand-Cup und Kangaroo Hoppet in Falls Creek, 18., 19. und 25. August 2012 | 3. Australia/New-Zealand-Cup und Kangaroo Hoppet in Falls Creek, 18., 19. und 25. August 2012 | 3. Australia/New-Zealand-Cup und Kangaroo Hoppet in Falls Creek, 18., 19. und 25. August 2012 | 3. Australia/New-Zealand-Cup und Kangaroo Hoppet in Falls Creek, 18., 19. und 25. August 2012 |
| --------------------------------------------------------------------------------------------- | --------------------------------------------------------------------------------------------- | --------------------------------------------------------------------------------------------- | --------------------------------------------------------------------------------------------- | --------------------------------------------------------------------------------------------- |
| Datum                                                                                         | Disziplin                                                                                     | Erster Platz                                                                                  | Zweiter Platz                                                                                 | Dritter Platz                                                                                 |
| 18. August 2012                                                                               | Sprint klassisch                                                                              | Esther Bottomley                                                                              | Maria Gräfnings                                                                               | Anna Trnka                                                                                    |
| 19. August 2012                                                                               | 10 km Freistil                                                                                | Maria Gräfnings                                                                               | Marina Tschernoussowa                                                                         | Esther Bottomley                                                                              |
| 25. August 2012                                                                               | 42 km Freistil Mst.                                                                           | Maria Gräfnings                                                                               | Marina Tschernoussowa                                                                         | Esther Bottomley                                                                              |

### Gesamtwertung Frauen
| Rang | Name                  | Punkte |
| ---- | --------------------- | ------ |
| 1.   | Esther Bottomley      | 420    |
| 2.   | Justyna Kowalczyk     | 300    |
| 3.   | Aimee Watson          | 287    |
| 4.   | Maria Gräfnings       | 280    |
| 5.   | Lucy Glanville        | 228    |
| 6.   | Anna Trnka            | 215    |
| 7.   | Marina Tschernoussowa | 200    |
| 8.   | Sumiko Ishigaki       | 190    |

| Rang | Name              | Punkte |
| ---- | ----------------- | ------ |
| 9.   | Naoko Omori       | 185    |
| 10.  | Ashleigh Spittle  | 166    |
| 11.  | Lescinska Grimmer | 155    |
| 12.  | Belinda Phillips  | 141    |
| 13.  | Casey Wright      | 130    |
| 14.  | Georgia Merritt   | 123    |
| 15.  | Megumi Daimaru    | 121    |
| 15.  | Ellie Phillips    | 121    |

| Rang | Name                  | Punkte |
| ---- | --------------------- | ------ |
| 17.  | Xanthea Dewez}        | 117    |
| 18.  | Sarah Slattery        | 115    |
| 19.  | Jillian Colebourn     | 92     |
| 20.  | Chisa Ōbayashi        | 90     |
| 21.  | Anastasiya Kuzmina    | 84     |
| 22.  | Julija Tichonowa      | 80     |
| 23.  | Chloe McConville      | 65     |
| 24.  | Alexandra Lloyd Jones | 44     |